# 新民晚报
《新民晚报》是中华人民共和国上海市出版的晚报，现为上海报业集团旗下报纸，也是中国大陆创刊时间最早并至今连续出版的一家报纸。其前身是1929年创刊的《新民报》，上海《新民报》是新民报社五个分社、八个地方版中的一个。《新民报》和《新民晚报》的报头均由孙中山书稿辑集而成。
《新民晚报》是上海地区的综合性报纸，以“宣传政策，传播知识，移风易俗，丰富生活”为办报方针，按照办报方针确立了“为民分忧，与民同乐”、“飞入寻常百姓家”的办报宗旨。在内容上，以报道上海和长江三角洲地区新闻为主，特别以社会新闻、国际新闻、体育文化新闻报道见长，同时出版夜光杯副刊和其他一些特色专刊。力求可亲性、可近性、可信性、可读性。
《新民晚报》与《解放日报》、《文汇报》并称为上海三家主要报纸，2016年、2018年均被国家新闻出版广电总局推荐为全国百强报刊。

## 历史

### 新民报时期

#### 创刊

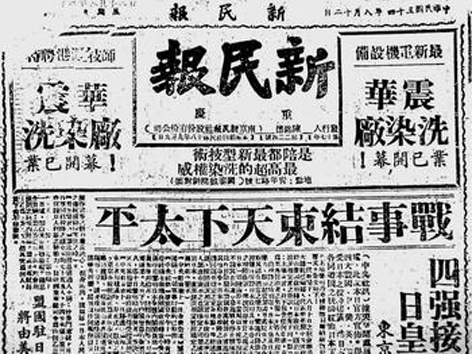
新民报1945年8月12日的头版

新民晚报前身为上海新民报晚刊，新民报在南京创办于1929年9月9日。由陈铭德、吴竹似、刘正华等发起创办，受到四川地方实力派的经济资助。报名取“作育新民”之意，也含有继承和发扬同盟会时代《民报》精神的用意。陈铭德从中央社辞职出任社长，张友鸾任总编辑，邓季惺1937年任经理。新民报社全称为“首都新民报社”。初期社址设在南京洪武街，1930年后迁至估衣廊73号，1935年又迁至新街口北中山路102号。篇幅上起初每天出版4开一张，1931年改为对开一张，1933年又改为对开两张。早期办报主张“为办报而办报，代民众以立言，超乎党争范围之外”。
“九一八”之后，《新民报》积极宣传抗日，反对“不抵抗政策”，支持学生爱国运动，产生很大影响，同时社务改进，1932年“淞沪抗战”后报纸发行量激增到1万多份，到1936年报纸发行量达2万多份。
1932年一二八事变后，《新民报》发表《请对日绝交》等社论，6月19日遭到国民政府下令停刊一日的处分；1935年，在一二九运动中，《新民报》声援北平学生的爱国壮举。在当年的12月17－18日，因刊登揭露国民政府暗害要求抗日学生代表的罪行遭到停刊三日的处分。1937年抗战爆发后，《新民报》发表大量抗日社论等文稿。

#### 全国性发展
1937年6月1日改组成立南京新民报社股份有限公司，国民党中央通讯社社长萧同兹任董事长，陈铭德改任总经理，罗承烈任总主笔，赵纯继任总编辑，同日更名为《南京新民报》。抗战爆发后坚持在南京出版，1937年11月7日因日军进犯南京停刊西迁，当月27日在南京出版最后一期宣布停刊。1938年1月15日在重庆复刊。1941年11月1日增出重庆版晚刊。1943年6月18日出版成都版晚刊。1945年2月1日增出成都版日刊。同年9月在重庆成立新民报总管理处，陈铭德任总经理，罗承烈、张恨水、邓季惺为协理。重庆、成都两社总主笔罗承烈，主笔有赵超构、张恨水、张友鸾等。成渝两地总发行量达十万份，居大后方各报之首。抗日战争胜利后，总管理处迁返南京。1946年1月1日出南京版晚刊。同年10月10日刊南京日刊。曹仲英任总编辑，宣谛之、周绥章任主笔。同年4月4日，创办北平版日刊，张恨水负责主持。5月1日再增办上海版晚刊，赵超构任主笔，程大千任总编辑。至此，该报在全国拥有5社（南京、重庆、成都、北平、上海）8版（南京、重庆、成都均为日、晚刊，北平为日刊、上海为晚刊）。郭沫若、巴金、老舍、夏衍、田汉、聂绀弩、吴祖光、马彦祥等先后应邀为该报撰稿或主编副刊。

#### 干涉与查封
1947年2月22日，上海版副刊《夜光杯》刊登讽刺国民党的《冥国国歌》一诗，国民党市党部主委方治逼令陈铭德“自行停刊谢罪”，要在跑马厅开公审大会。后陈铭德“停刊一日，刊登道歉启事”了事，但于同年5月25日，该报终以“破坏社会秩序”、“意图颠复政府”的罪名，与《联合晚报》、《文汇报》一同被查封。其后国民党又到报社搜捕，记者张忱被捕，后在中華民國政府指派总编辑控制下，于同年7月底复刊。1948年7月8日南京版被中華民國政府勒令永久停刊。第二次国共内战结束前，成都版、重庆版相继遭到干涉控制或查封，一些与中華民國政府言行不一致的记者被迫离去或被捕入狱，甚至被杀害。

#### 报纸言论方针
该报言论，九·一八事件后主张抗日救亡，采取「中间偏左，遇礁即避」的方针。重视社会新闻，副刊很有特色，讲究版面编排和标题制作，在读者和新闻界中有一定影响。

### 1949年之后时期

#### 异地终刊，上海版改名新民晚报
1949年4月中国人民解放军进驻南京后，《新民报》南京版于6月5日复刊，后成渝两地版分别于1950年4月和1952年1月终刊。南京版于1950年4月30日停刊，北平版于1952年底终刊。上海版继续出版。1952年报纸改版，由对开一张改为4开一张，读者以里弄居民为对象，进行通俗时事宣传。1953年《新民报》社实行公私合营，由赵超构任社长，蒋文杰任总编辑，陈铭德改任副社长，后任顾问。编辑方针改为“以开展和提高市民文化生活为主，报道市区建设为辅”，发行量增至1万多份，1953～1955年日出4开一张半（6版），至1955年下半年，该报发行量上升至4万余份。
1956年到1957年，《新民报》进行改革，初步获得成功，发行量增至13万份，1958年4月1日，上海《新民报・晚刊》改名《新民晚报》。1960年，因纸张供应紧张，该报由4开6版一张半改出4开4版一张。同年6月，《新闻日报》与《解放日报》合并，原在《新闻日报》工作的冯英子等一部分人员调入新民晚报社工作。1962年，《新民晚报》又宣传“左”的思想和方针政策，参加“四大批判”，也转载了许多批判文章。1964年起，报社编辑、记者和工作人员分期分批下放农村、工厂参加四清运动。

#### 文革时期
文化大革命爆发后，《新民晚报》社被“造反派”接管，同时声称“《新民晚报》是一张封、资、修黑报”，砸掉报社大门上的招牌，并当众焚毁，宣布社长、总编辑、编委等干部辞职，《新民晚报》正式停刊，另行编印《上海晚报》。1968年9月，工宣队、军宣队进驻报社，制止两派武斗，领导“斗、批、改”。林彪、江青反革命集团以“清理阶级队伍”为名，迫害报社员工及家属，也制造了许多冤案。1970年，报社员工被迫前往设在奉贤海滨的上海新闻出版五七干校劳动操练。1973年底，新民晚报社建制撤销。

#### 文革之后
1979年，在中共十一届三中全会拨乱反正之后，新民晚报于1980年恢复建制，1982年元旦复刊，赵超构任社长、束纫秋任总编辑兼党组书记。复刊之初，该报原社址圆明园路50号无法归还，报社随后确定九江路41号两层文物仓库楼面作为临时社址。由于复刊初期回报社工作的主要采编人员已是接近离退休的老年人，中年人比例较少，因此报社开始向社会招聘青年记者编辑，出现了“爷爷带孙子”的局面。1986年，《新民晚报》进行了第一次扩版，由4开6版扩为4开8版，除原有4个新闻版和2个副刊《夜光杯》版外，新设了11个专刊。同时新民晚报还设立《北京航空版》，方便北京和东北的读者及早获取新闻。1992年7月起，《新民晚报》由4开8版扩为4开16版，其中一半版面为新闻版；1996年再次扩版，由4开16版扩大为4开24版。1998年1月，《新民晚报》又进行了第四次扩版，日出32个版，成为当时中国内地版面最多的报纸之一，也是上海发行份数和版面数量最多的报纸。扩版后的报纸分为AB两个板块，每个板块由16个版组成。A版以要闻、文化、社会、体育、国际等各类新闻版；B版16版中有4个彩色版，内容主要是经济报道和专刊副刊。1999年，该报周一至周三出版32版，周四、周五出版40版，周六出版32版，周日出版24版。

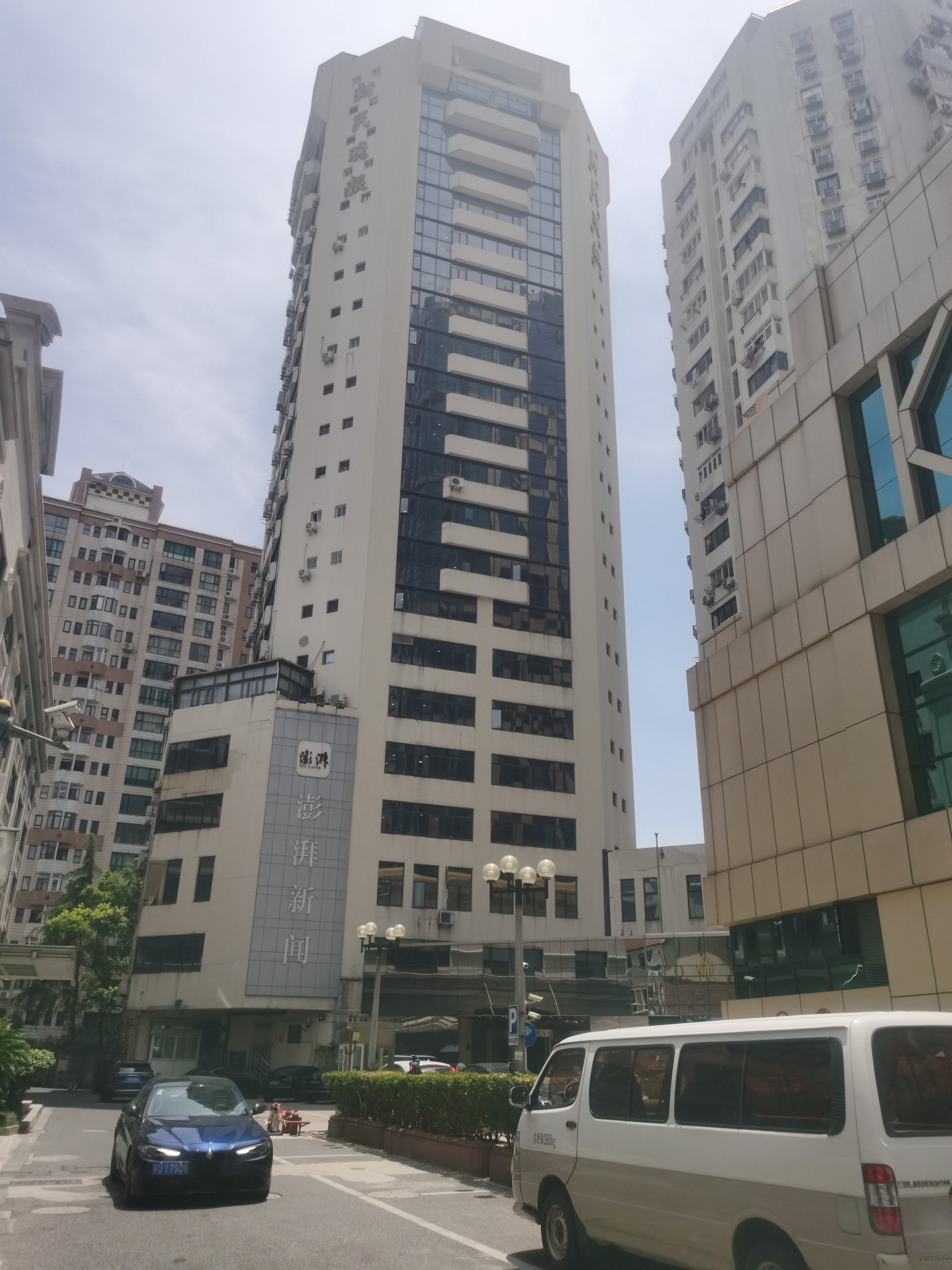
1991年启用的新民晚报大厦，在1991年至1999年为《新民晚报》社址，后作为澎湃新闻总部。该大楼楼顶仍有“新民晚报”字样

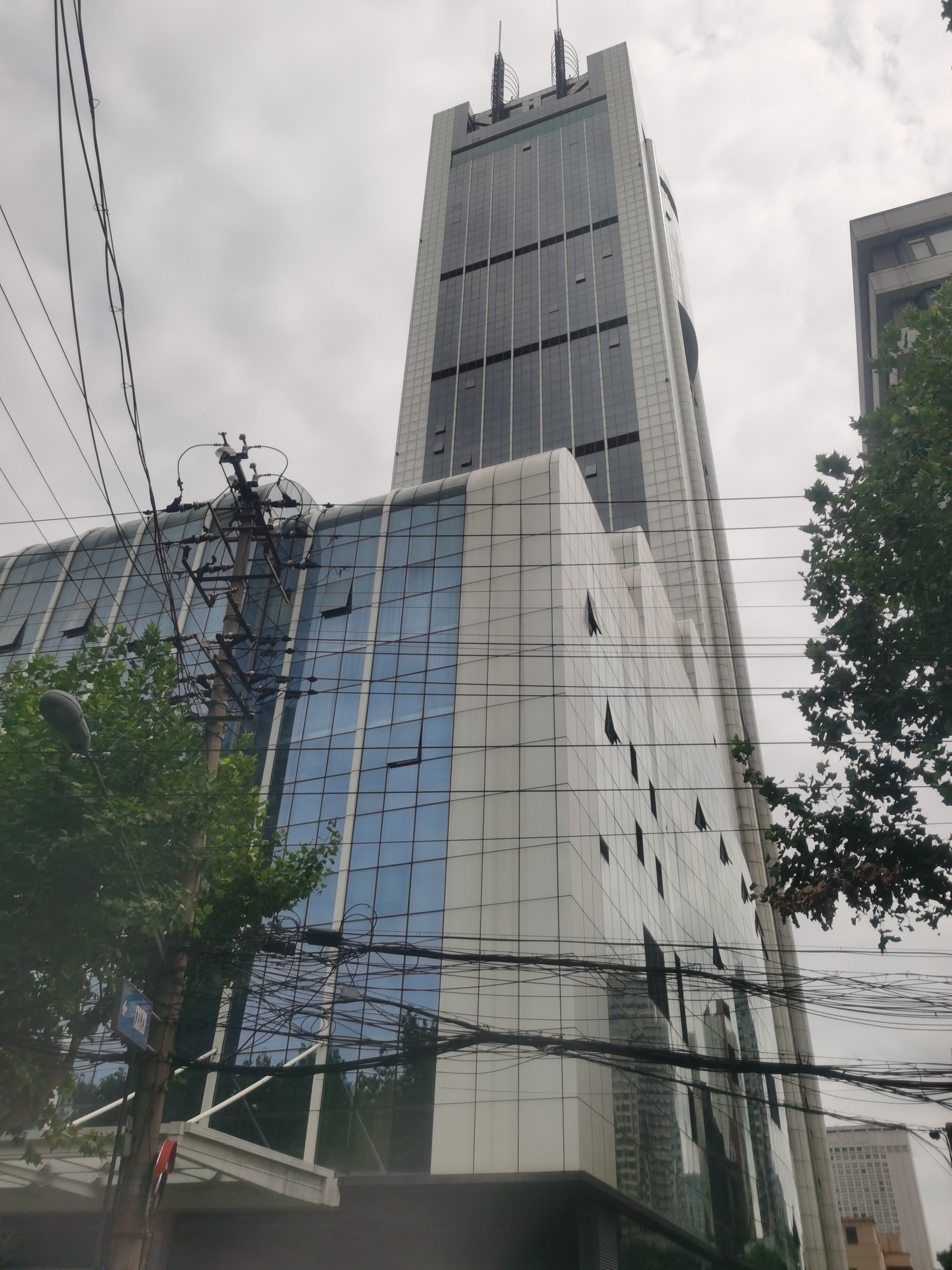
1999年启用的文新报业大厦，《新民晚报》随即迁入该大楼办公至今

1991年，新民晚报社迁入延安中路839号的新民晚报大厦。1999年文新报业大厦启用后，新民晚报迁入该大楼办公至今；之后澎湃新闻曾使用该大楼。
1992年7月1日，新民晚报启用电子出版系统，该项目获得了国家新闻出版署科技成果三等奖。1998年12月1日，新民晚报推出电子网络版，开通后在“上海热线”排行榜上已跻身前8位，日平均访问量为5000人。网站于2006年9月9日改版为新民网。当时的域名为www.xinminnext.com，2008年1月28日调整为www.xinmin.cn，2010年7月网站实现公司化。同年9月15日，新民网推出“上海滩”微博平台（已关闭），成为中国内地首家基于微博架构传播的新闻网站，也是中国内地首家完全要求手机实名注册的微博平台，并设置了由用户制造内容的“微新闻”栏目。
2004年5月18日，《新民晚报》改版，正式推出以改版、改制改人为重点的“三改联动”方案。改版理念是增加新闻容量，整合专副刊，以办好“三张纸”（新闻纸、文化纸、生活纸）为主线，调整版面设置。新闻版面从16个增加至24个，新闻容量比改版前增加50%。实行32个版面当天同步印刷，新增10个新策划的新闻版面及7个新周刊。改版后设视觉总监、图片总监，统一版式，美化版面。
2016年9月9日，为庆祝新民晚报创刊87周年，新民晚报推出“新民邻声”客户端（后改为新民客户端），该客户端提供新闻时事、社区资讯、交通查询、生活缴费、日常投诉等便民服务。
2017年8月16日，为庆祝新民晚报创刊88周年，新民晚报完成了融媒体指挥中心的建设。同时，新版新民客户端上线运行。
2020年10月，美国国务院将《新民晚报》列为“外国使团”。中国外交部发言人赵立坚22日在例行记者会上表示，美方做法是对中国驻美媒体及记者的“政治打压和污名化”。
2025年元旦，根据上海报业集团新一轮改革方案，上观新闻取代新民網及新民客户端，後者同日起停止更新，原新民网网站域名导向上观新闻，同时上观新闻网站设有原新民网的访问入口。根据上海市互联网信息办公室于2025年3月31日更新的《上海市互联网新闻信息服务单位许可信息》，新民晚报社所属网站“新民网”（xinmin.cn）仍为取得许可的服务项（仅为历史存档），新民客户端因关停整合而不再列入许可名单。该社另拥有已获服务许可且在微博、微信、抖音等平台运营的账号22个，另有一个网络直播平台“上海时刻”。

#### 报纸方针
长期以来，新民晚报一以贯之地传承著名报人赵超构老社长提出的“短些、短些、再短些”、“广些、广些、再广些”、“软些、软些、再软些”等办报风格。

## 海外拓展
1994年10月新民晚报在美国设立独资企业「新民国际有限公司」，主要业务为印刷并发行新民晚报及与报业有关的广告、文化交流等业务，自同年11月1日通过卫星传版，该报在美国同步印刷发行，每天数万份报纸通过美国邮局寄往全美读者；在洛杉矶150个零售点上，每天可买到当天的《新民晚报》;与此同时，投资近千万元人民币的新民国际有限公司也在美国注册诞生。1996年，新民晚报在美国设立驻美记者站，同年创办《新民晚报·美国版》，成为中国大陆第一张在海外发行的晚报。1997年，新民晚报在香港设立办事机构“新民国际（香港）分公司”，从事新民晚报在香港地区的发行工作。1998年新民晚报在澳门发行。2002年，新民晚报与澳洲星岛日报合作创办了《新民晚报·澳洲专版》，每天在澳洲发行的《星岛日报》上有一个整版的新民晚报综合新闻；2004年，新民晚报与加拿大加中时报（现《加西周末》）合作，创办了《新民晚报·加拿大版》，每周有四个版的新民晚报综合新闻，扩大了新民晚报在当地华人中的影响。

## 设计版面
现新民晚报平日为4开16版，节假日为8版，标题字体为大标宋体和黑体；报纸标志口号“飞入寻常百姓家”添加在报头。主要新闻版面有上海新闻、中国新闻、国际新闻、文体新闻等；每天编辑出版的副刊《夜光杯》，在全国享有较高的声誉；现今拥有军界瞭望、康健园、国家艺术杂志、新民旅游、汽车周刊、新民环球、新民教育、新民法谭、新民财经、金色池塘、星期天夜光杯等包括在报内的周刊，加上家庭周刊、业主周刊这两份独立周刊，吸引了不同层次的读者。
新民晚报在全球23个国家发行海外版。

## 竞争压力
在上海地区近年来，新闻晨报和新闻晚报让新民晚报面临极大压力，扬子晚报、钱江晚报等周边城市晚报也抢占了不少原本属于新民晚报的份额。 
1998年新民晚报单份零售价由0.5元人民币突然提高到1元人民币，发行量从顶峰时的180万掉到140万，被迫调价回0.7元人民币一份，之后发行量每年下降10万份左右。从经营上看，2001年后广告额也每年下降，而新闻晨报却以每年1亿人民币的广告额递增，2004年代理总额超过4亿，发行达到50万份。青年报改版半年之后发行也达到30多万份。 
虽然在中国相关部门公布的中国都市类报纸竞争力监测上新民晚报名列第一，目前其发行量仍是新闻晨报的两倍，但新闻晨报的广告增势更加明显，市场份额已经占优。
但是现今，新民晚报影响力仍然巨大，2018年被国家广播电视总局列入第三届全国“百强报刊”。

## 辱沪门事件
2009年2月4日，《新民晚报》在其社区版刊登了一篇署名“大伟”的文章《新英雄闯荡上海滩 不限户籍个个精英》。
文章刊发后在上海本地引起轩然大波，文中的一些言论，比如“说上海话是没有文化的表现，有点像美国土著红种人”被认为是对上海人、上海话、上海文化的严重侮辱，其使用的比喻手法也是对美国印第安人的严重歧视，甚至有引发国际争端的风险。在以宽带山为代表的上海本地论坛上，大量上海人纷纷声讨《新民晚报》和该文作者，戏称《新民晚报》已成《新民皖报》，甚至一些外地网友也加入声讨。
据香港《明报》與《成都商報》称，该文惊动一位已经退休的前国家领导人，“该领导人亲自致电上海市委书记表示关注，而上海市委书记则亲自下令处理”。《新民晚报》负责社区版的编辑已被停职，而该报也于2009年2月6日在相同版面刊发道歉信，道歉信表示該文摘自上海文化出版社2006年出版的《上海市井》一書，編輯的本意是在保護上海話地方方言的同時，更應推廣普通話，但對文中在“新上海人”集聚的地方“說上海話是沒有文化的表現”提法未作處理，傷害上海讀者感情。